# 後底湖
後底湖，是臺灣嘉義縣新港鄉的一個傳統地域名稱，位於該鄉中部偏東。相較於今日行政區，其範圍大致包括大潭村西南部不含其東部邊界地帶的中段、宮前村東部邊界地帶中段。

## 歷史
台灣日治初期，後底湖地區為一街庄（舊制街庄），稱為「後底湖庄」，隸屬於打貓西堡。該庄西北與新港街為鄰，東北與大潭庄為鄰，東南邊為竹仔腳庄，西南邊為菜公厝庄。
1901年（日治明治三十四年）11月11日，全台設置二十廳，該庄隸屬於嘉義廳。1904年（明治三十七年）2月15日，該庄編入「大潭區」，隸屬於嘉義廳。1909年（明治四十二年）10月25日，全台整併二十廳為十二廳，該庄仍隸屬於嘉義廳。1910年（明治四十三年）1月18日，各區管轄區域調整，該庄改隸屬於嘉義廳的「新港區」。
1920年（大正九年）10月1日，全台廢十二廳改設五州二廳，該庄改制為「後底湖」大字，隸屬於臺南州嘉義郡新巷庄（新制街庄）。
戰後新巷庄改制為新港鄉，隸屬於臺南縣，大字亦改制為村。1950年（民國39年）10月25日，雲、嘉、南分治，新港鄉改隸屬於嘉義縣。

## 聚落
本地區發展較早的聚落為後底湖，在日治期初期的官方地圖上已有記載。

## 交通
縣道164號是金湖至民雄（實際終點在新庄子）的道路，經過本地區北端。由該道路西行可前往新港鄉新港市區、六腳鄉東北端、北港鎮、水林鄉、口湖鄉，並止於新港（金湖）聚落東側的省道台17線路口暨省道台61線（西部濱海快速公路）口湖交流道；東行可前往民雄鄉的新庄子地區西南部，並止於縣道162乙線轉角路口。
鄉道嘉75線是大潭至後底湖的道路。
鄉道嘉76線是大潭至江厝店的道路。